# Acaenosquilla brazieri
Acaenosquilla brazieri är en kräftdjursart som först beskrevs av Edward J. Miers 1880. 
Acaenosquilla brazieri ingår i släktet Acaenosquilla och familjen Tetrasquillidae. Inga underarter finns listade i Catalogue of Life.